# Matt Dawson
Pour les articles homonymes, voir Dawson et Matt Dawson (homonymie).

a Compétitions nationales et continentales officielles uniquement.

b Matchs officiels uniquement.
Matthew James Sutherland Dawson, né le 31 octobre 1972 à Birkenhead, est un joueur de rugby à XV international anglais évoluant au poste de demi de mêlée. Il évolue douze saisons avec les Northampton Saints avant de rejoindre les London Wasps en 2004.

## Carrière
- 1991-2004 : Northampton Saints
- 2004-2006 : London Wasps

Dawson participe à la première édition de la coupe du monde de rugby à sept en avril 1993 qui a lieu à Édimbourg. Il a pour partenaires des joueurs comme Adedayo Adebayo et Lawrence Dallaglio. Les Anglais passent les deux tours de poule et se qualifient pour les demi-finales où ils affrontent les Fidji. Ils l'emportent 21 à 7. Ils retrouvent les Australiens en finale qu'ils battent 21 à 17. Matt Dawson et Lawrence Dallaglio sont les seuls joueurs de rugby à la fois champions du monde de rugby à sept et à XV.

## Palmarès

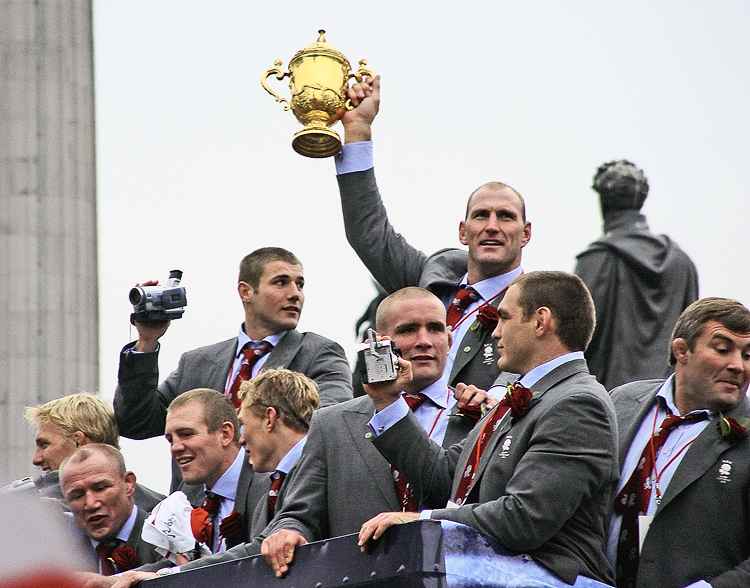
Triomphe pour les Anglais champions du monde en 2003.

Pendant sa carrière de rugbyman professionnel, Matt Dawson s'est construit un palmarès conséquente et complet tant en club qu'en équipe nationale, le titre de Champion du monde 2003 restant l'exploit le plus retentissant de sa carrière.

### En équipe nationale
Matt Dawson participe à deux coupes du monde, avec un titre de champion du monde 2003 et une place de quart de finaliste en 1999. Il remporte également quatre tournois en 1996, 2000, 2001 et 2003, réalisant le Grand Chelem en 2003.

#### Coupe du monde
| Édition          | Rang               | Résultats Angleterre | Résultats M. Dawson | Matchs M. Dawson |
| Royaume-Uni 1999 | Quart de finaliste | 3 v, 0 n, 2 d        | 3 v, 0 n, 2 d       | 5/5              |
| Australie 2003   | Champion du monde  | 7 v, 0 n, 0 d        | 5 v, 0 n, 0 d       | 5/7              |

Légende : v = victoire ; n = match nul ; d = défaite.

#### Tournoi des Cinq/Six Nations
| Édition                       | Rang | Résultats Angleterre | Résultats M. Dawson | Matchs M. Dawson |
| Tournoi des Cinq Nations 1996 | 1    | 3 v, 0 n, 1 d        | 3 v, 0 n, 1 d       | 4/4              |
| Tournoi des Cinq Nations 1998 | 2    | 3 v, 0 n, 1 d        | 3 v, 0 n, 0 d       | 3/4              |
| Tournoi des Cinq Nations 1999 | 2    | 3 v, 0 n, 1 d        | 2 v, 0 n, 1 d       | 3/4              |
| Tournoi des Six Nations 2000  | 1    | 4 v, 0 n, 1 d        | 4 v, 0 n, 1 d       | 5/5              |
| Tournoi des Six Nations 2001  | 1    | 4 v, 0 n, 1 d        | 4 v, 0 n, 1 d       | 5/5              |
| Tournoi des Six Nations 2002  | 2    | 4 v, 0 n, 1 d        | 2 v, 0 n, 0 d       | 2/5              |
| Tournoi des Six Nations 2003  | 1    | 5 v, 0 n, 0 d        | 3 v, 0 n, 0 d       | 3/5              |
| Tournoi des Six Nations 2004  | 3    | 3 v, 0 n, 2 d        | 3 v, 0 n, 2 d       | 5/5              |
| Tournoi des Six Nations 2005  | 4    | 2 v, 0 n, 3 d        | 2 v, 0 n, 3 d       | 5/5              |
| Tournoi des Six Nations 2006  | 4    | 2 v, 0 n, 3 d        | 2 v, 0 n, 3 d       | 5/5              |

Légende : v = victoire ; n = match nul ; d = défaite ; la ligne est en gras quand il y a Grand Chelem.

## Statistiques

### En équipe nationale
Entre 1995 et 2006, Matt Dawson dispute 77 matchs avec l'équipe d'Angleterre au cours desquels il marque 101 points (16 essais, 6 transformations et 3 pénalités). Il participe notamment à dix Tournois des cinq/six nations et deux Coupes du monde (2003 et 2007) pour un total de dix rencontres disputées et dix-sept points marqués en deux participations,. Il est le capitaine du XV de la rose à ? reprises.

### Avec les Lions britanniques
Matt Dawson participe à trois tournées avec l'équipe des Lions britanniques et irlandais, en 1997, 2001 et 2005, marquant 36 points en dix-neuf matchs. En particulier, il dispute sept test matchs au cours desquels il marque dix points : trois contre l'Afrique du Sud en 1997, deux contre l'Australie en 2001 et deux contre la Nouvelle-Zélande en 2005.